# وستون کوپلا کیج

وستون کیج

وستون کوپولا کیج (انگلیسی: Weston Coppola Cage؛ زادهٔ ۲۶ نوامبر ۱۹۹۰)بازیگر، هنرمند ضبط، تهیه‌کننده موسیقی و هنرمند رزمی ترکیبی است. 
وستون کیج کاپولا در ۲۶ دسامبر ۱۹۹۰ در لس آنجلس، کالیفرنیا، ایالات متحده متولد شد. او بازیگر و تهیه‌کننده ای است که برای فیلم‌های Drive Angry (2011) Joe - Die Rache ist sein (2013) و Lord of War - Händler des Todes (2005) شناخته شده‌است. او از ۲۸ آوریل ۲۰۱۸ با هیلا آرونیان ازدواج کرده‌است. او قبلاً با دانیل کیج و نیکی ویلیامز ازدواج کرده بود.
وی پسر نیکلاس کیج هنرپیشه شهیر آمریکایی است.

## فیلمشناسی
| نام فیلم | سال تولید | نقش | توضیحات |
| -------- | --------- | --- | ------- |
|          |           |     |         |
|          |           |     |         |
|          |           |     |         |
|          |           |     |         |
|          |           |     |         |
|          |           |     |         |
|          |           |     |         |